# Al-Issawiya
Al-ʿĪssawiya (ma, più correttamente, al-ʿĪsawiyya, in arabo العيسوية‎?) è un villaggio palestinese vicino a Gerusalemme Est.
Situato sul Monte Scopus, è stato una zona smilitarizzata all'interno del territorio giordano.
Nel 2006 aveva una popolazione di 12.000 abitanti. Insieme con Shuʿafāṭ e il campo-profughi di Shuʿafāṭ, al-‘Īsawiyya copre una superficie di 15.489 dunum.
Al-ʿĪsawiyya è stata occupata da parte dell'esercito israeliano durante la guerra dei sei giorni nel 1967, insieme con il resto di Gerusalemme est. Il villaggio è sotto la giurisdizione del comune di Gerusalemme, ma i residenti hanno il diritto di voto nelle elezioni indetta dall'Autorità Nazionale Palestinese.
Nel settembre 1980 le autorità israeliane hanno chiuso tre pozzi di al-ʿĪsawiyya, che erano stati utilizzati per l'irrigazione dei terreni agricoli.